# Chamaesium
Chamaesium je rod štitarki smješten u vlastiti tribus Chamaesieae. Postoji deset priznatih vrsta u Nepalu, Tibetu i dijelovima Kine.

## Vrste
1. Chamaesium delavayi (Franch.) R.H.Shan & S.L.Liou
2. Chamaesium jiulongense X.L.Guo & X.J.He
3. Chamaesium mallaeanum Farille & S.B.Malla
4. Chamaesium novem-jugum (C.B.Clarke) C.Norman
5. Chamaesium paradoxum H.Wolff
6. Chamaesium shrestaeanum Farille & S.B.Malla
7. Chamaesium spatuliferum (W.W.Sm.) C.Norman
8. Chamaesium thalictrifolium H.Wolff
9. Chamaesium viridiflorum (Franch.) H.Wolff ex R.H.Shan
10. Chamaesium wolffianum Fedde ex H.Wolff